# 倉谷和信
倉谷 和信（くらたに かずのぶ、1963年10月7日 - ）は、大阪府出身のボートレーサー。愛称は「ガッツぼん」。
娘は同じくボートレーサーの関野文。関野のデビュー前に倉谷と妻が離婚したため、娘は引き取られた母方の関野姓を名乗っている。師匠は野中和夫（登録番号2291）。兄弟子に佐野隆仁（同3243。ただし、年齢は倉谷の方が佐野より1歳上である）。

## 来歴
60期訓練生として本栖研修所に入り卒業後、1987年5月14日地元住之江競艇場にてデビュー。

## エピソード
同期には、上瀧和則・川崎智幸・烏野賢太・濱村芳宏・小野信樹・藤丸光一・高橋淳美など強豪揃いである。
1996年の笹川賞競走優勝戦ではインコースを強奪し、好スタートから先頭に立つも、1周2マークで転覆のアクシデントに見舞われる不運に泣いた。また、このレースで勝ったのは大阪支部の後輩松井繁でこれがSG初優勝であった。

## 獲得タイトル

### GI
- 1998年02月16日 第41回 近畿地区選手権（住之江競艇場）
- 2000年02月29日 開設46周年記念 北陸艇王決戦 （三国競艇場）
- 2000年03月09日 開設43周年記念 太閤賞 （住之江競艇場）
- 2007年02月17日 第50回 近畿地区選手権（びわこ競艇場）

### GII
- 2001年10月18日 第45回 秩父宮妃記念杯（びわこ競艇場）